# 피피섬
피피섬(태국어: หมู่เกาะพีพี, Ko Phi Phi)은 태국 남부 가장 큰 섬인 푸켓과 안다만해 중간에 있는 끄라비 주의 작은 군도 중 하나이다. 두 개의 섬으로 구성되어 있으며, 유인도인 큰 섬을 ‘피피 돈’이라고 하며, 작은 섬을 ‘피피 레’라고 한다. 보통 피피 섬이라고 하면 피피 돈을 말한다. (태국어로 ‘꼬’(ko, 태국어: เกา)는 섬을 의미한다.)

## 개요
꼬 피피 돈은 이 섬 중 가장 큰 섬으로 영구주거지가 있는 유일한 섬이다. 피피 레의 해변도 많은 사람들이 이용하기는 하지만, 사람들이 거주하지 않는 무인도이다. 이 섬의 나머지 군도들은 〈비다 녹〉, 〈비다 노이〉, 〈대나무 섬〉 등은 바다에서 솟아오른 석회석 바위로 되어 있다.
피피 섬은 1940년 후반에 회교도 어부들이 처음으로 거주하기 시작했으며, 나중에는 코코넛 플랜테이션이 되었다. 피피돈의 인구 중 80%는 무슬림이다. 그러나 요즘에는 북동부와 본토에서 일하는 인부 등이 많이 건너와 실제 인구 중 불교도가 더 많아졌다.
피피레는 2000년 개봉한 레오나르도 디카프리오 주연의 영화 《더 비치》의 배경이었다. 피피 레에는 또한 ‘바이킹 동굴’이 있으며, 이곳에서 채집된 제비집 요리도 유명한 것 중의 하나였다. 영화를 촬영하는 동안 피피섬 국립공원에서 영화 촬영을 허가해 준 것이 불법이라는 논란도 있었다. 그러나 이러한 논란은 영화 제작자가 원상복구는 물론 이전보다 더 잘 복원시켜 놓겠다고 약속하고 복원에 관련된 일을 주선함으로써 가라앉았다.
피피섬은 또한 제임스 본드로 유명한 《007 시리즈》인 “황금총을 든 사나이”의 배경이 되기도 하였다.
2004년 인도양을 공포로 몰아넣은 쓰나미로 피피섬은 초토화되었고, 이 섬의 거의 모든 인프라가 휩쓸려갔다. 전기와 물, 인터넷, ATM 등은 빠르게 복구가 되었지만, 잔해를 치우는 작업은 더디게 진행되었다.

## 역사
이 군도의 발견으로 이 지역이 선사 시대를 거슬러 올라가는 타이에서 가장 오래된 사회를 구성한 곳이라고 생각되고 있다. 이 지방의 이름은 "검"을 의미하는 "끄라비"라는 말에서 이 지방의 이름이 생겨났다고 생각된다. 이것은 고대의 검이 이 도시가 세워지기 전에 묻혀졌다는 고대의 전설에서 기인되었다고 추측된다.
“피피”라는 이름은 “말레이”라는 말에서 왔으며, 이 섬의 원래의 이름은 뿔라오 삐아삐였다. 이 이름은 그곳에서 발견된 망그로브 숲을 의미하는 이름이다. 1983년에 국립공원으로 지정되었다.

## 지리
꼬 피피는 세계에서 가장 아름다운 천혜의 자연을 가지고 있는 섬 중의 하나로 알려져 있다. 피피 섬에는 6개의 섬으로 구성되어 있으며, 푸켓에서 남동쪽으로 50km, 하드빠라타라의 일부분이다. 피피 국립공원은 산호와 놀라운 해양 식생의 고향이다. 이곳은 깍아지른 듯한 석회암 절벽이 있고, 석회암 동굴과 길고 흰 모래 해변이 있다. 국립공원은 전체 242,437의 면적을 가지고 있다. 피피돈과 피피레는 가장 큰 섬이며, 가장 잘 알려진 섬이다. 피피돈은 면적이 28km2이며, 길이가 8km, 너비가 3.5km이다. 피피레는 6.6 km2의 면적을 가지고 있다.

## 날씨

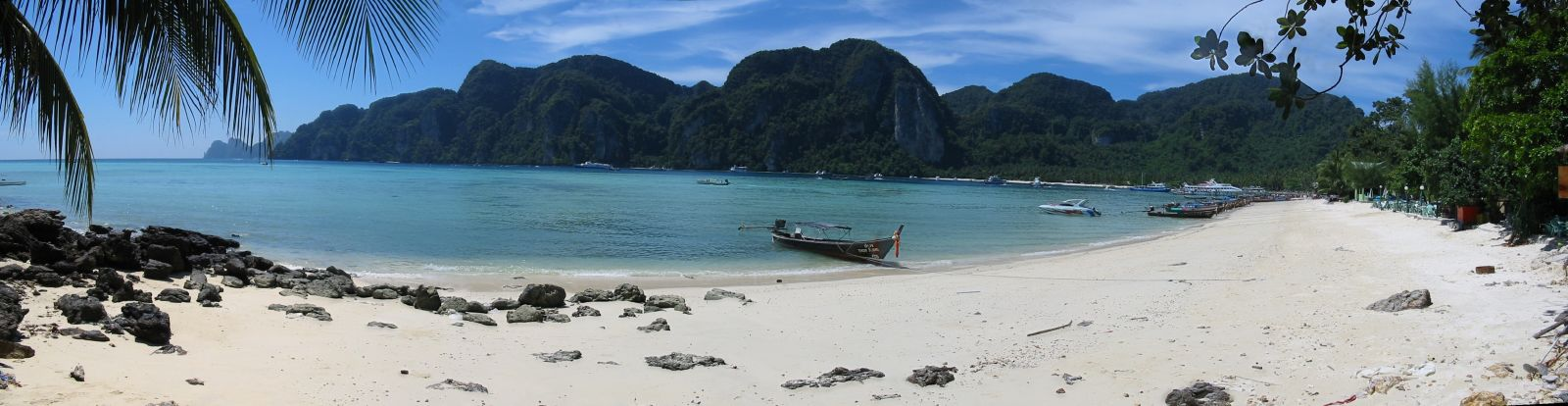
피피섬 해변의 파노라마

이 지역의 날씨는 열대 기후이며, 1월에서 4월에 걸치는 더운 건기와 3월에서 12월까지의 우기가 있다. 연간 평균 기온은 25 °C에서 30 °C이며, 연 강수량은 2568.5mm에 이른다. 이 지역의 비는 짧은 시간 쏟아지는 집중호우이다.

## 교통

### 도로
2004년 쓰나미 이후 재건되어, 다시 도로 포장이 시작되었으며, 아직은 인도만 완비되어 계속 공사 중에 있다.
2013년 쓰나미 이후 재건은 이미 완료되었다. 많은 상점과 게스트 하우스,호텔이 운영 중이다.

### 항공
가장 가까운 공항은 끄라비, 뜨랑, 푸껫이다. 이 세 개의 공항은 모두 바로 연결되는 보트 편이 존재한다. 끄라비 공항은 피피 섬을 여행하기 위해 가장 인기 있는 공항이다. 타운에서 약 10km 떨어진 곳에 위치한다.

### 자전거
자전거는 똔사이를 둘러보는 가장 인기 있는 교통편이다.

### 페리
피피 섬과 란타 섬 그리고 끄라비를 오가는 정기 페리 편들이 많다. 피피 섬 부두에서는 푸껫 타운 내 랏사다 부두(Ratsada Pier)로 향하는 보트와 끄라비 등으로 향하는 보트가 있다. 푸껫 타운까지 스피드보트로 약 1시간 30분이 소요된다.
푸껫 타운행 스피드보트는 하루에 두 편 운행되니 시간을 잘 활용하여 이동해야 한다.

## 행정 구역
끄라비 주의 아오 낭 하위 행정 구역으로 5개의 마을이 있다.
- 아오 마야
- 반램통
- 반똔사이
- 핫야오

## 사진

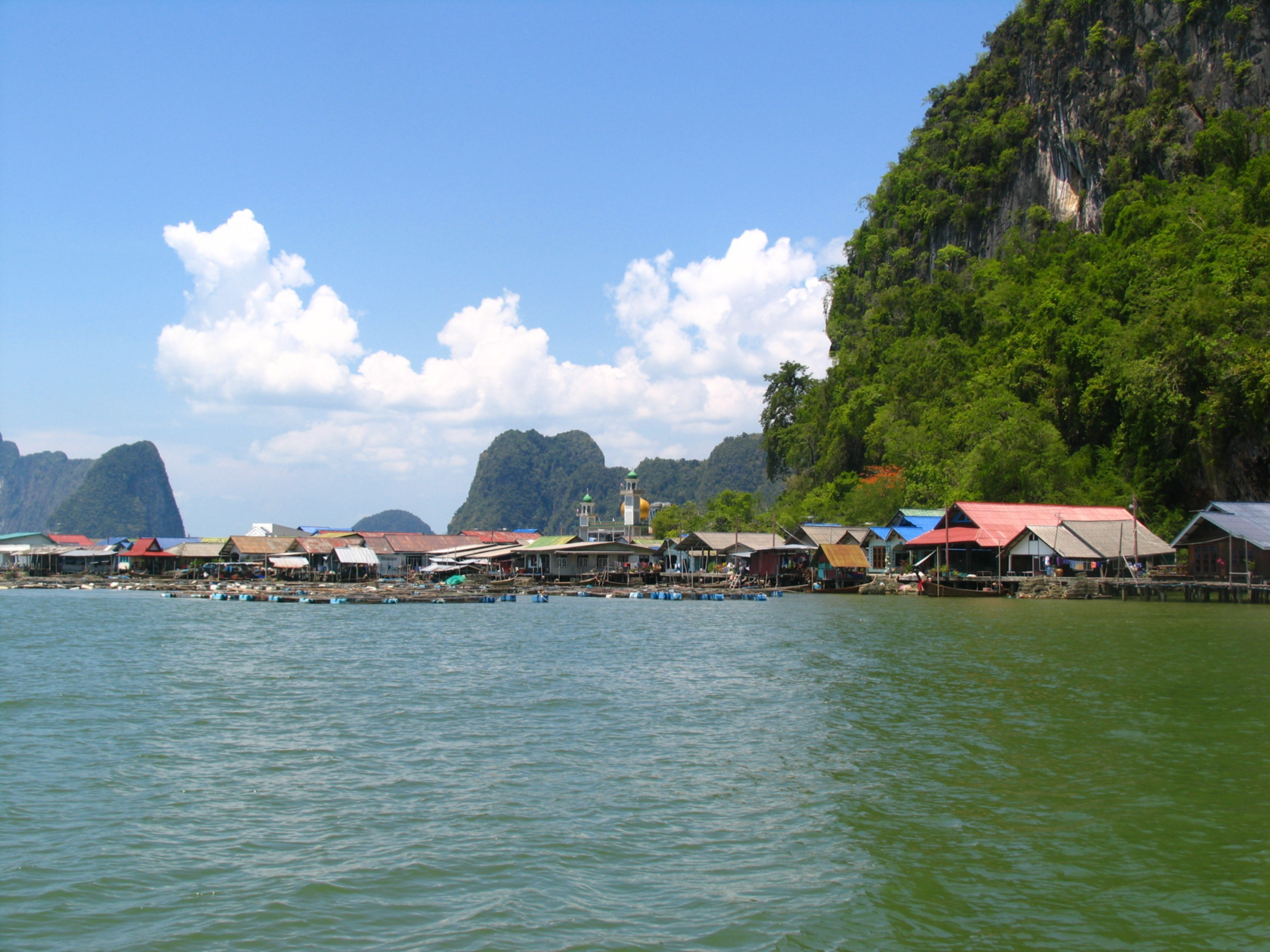
팡아만의 무슬림 어부 마을
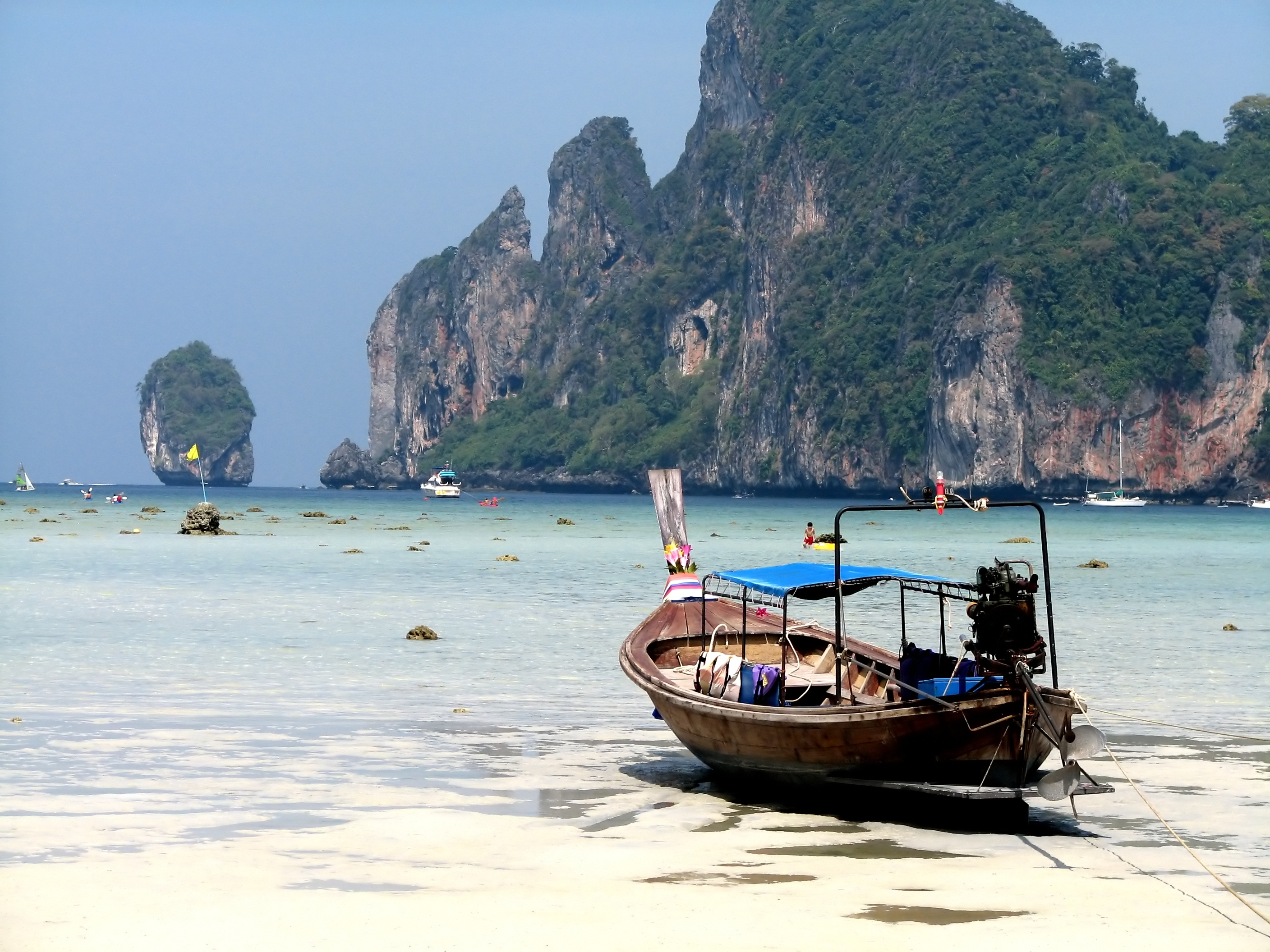
피피섬 해변
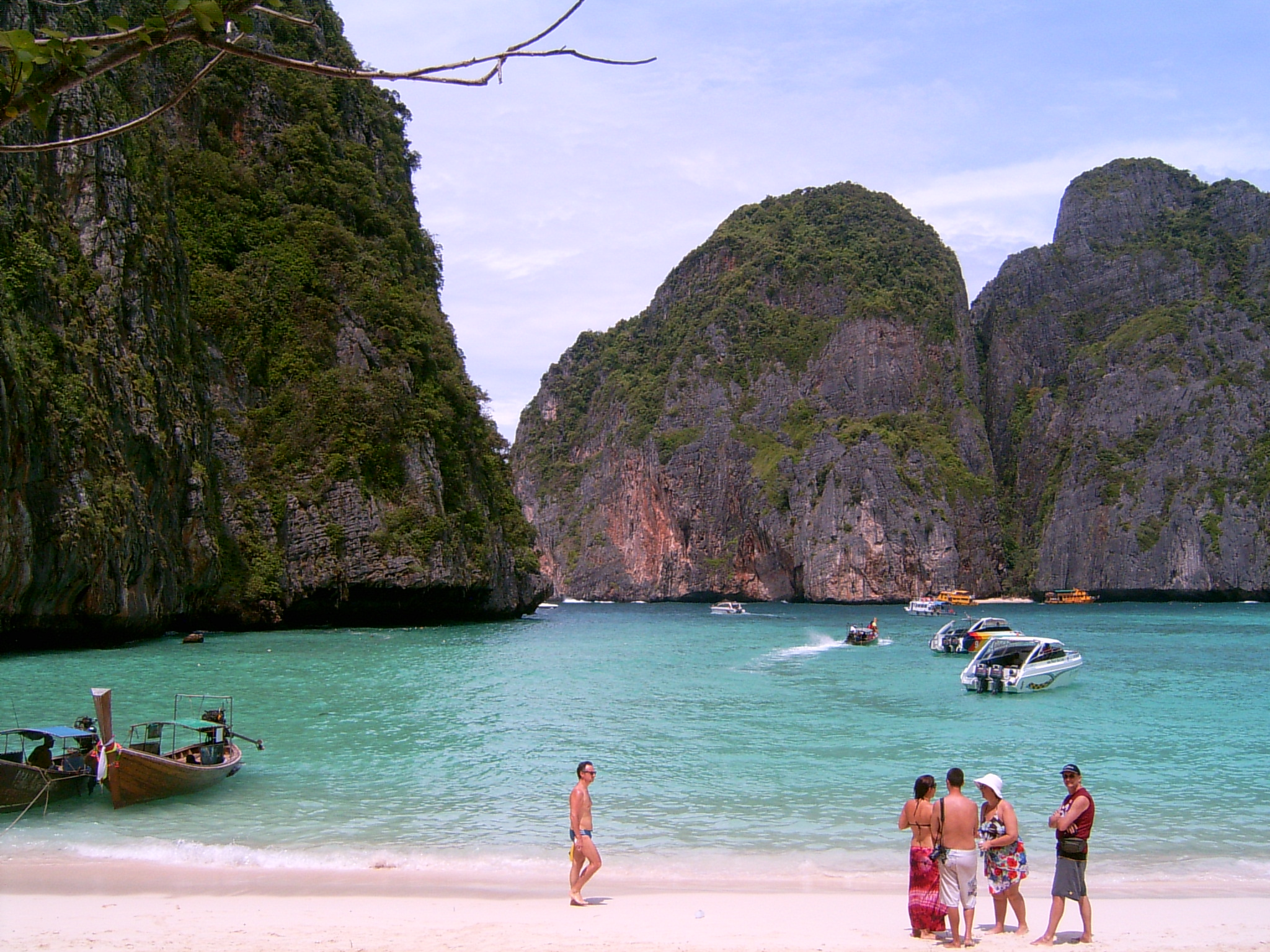
피피레의 해변
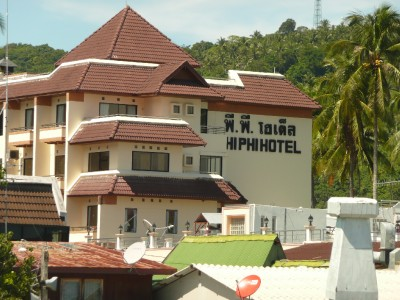
피피돈의 호텔
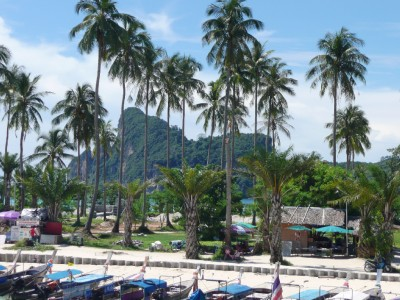
똔사이